# باري جيلز
باري جيلز (بالإنجليزية: Barry Gillis)‏ هو لاعب كرة القدم الغالية بريطاني، ولد في 12 يناير 1980 في مهرفلت ‏ في المملكة المتحدة.